# Guillermo Rendueles
Guillermo Rendueles Olmedo (Gijón, 1948) és psiquiatre i assagista. La seva obra se centra en la crítica de la psiquiatria ortodoxa, la teoria social i la política radical.

## Biografia
Va cursar els estudis de batxillerat a l'Academia España de Gijón, que dirigia el seu pare i en la qual va néixer, i a l'Instituto Jovellanos de la mateixa ciutat. Des de molt jove va rebre classes del filòsof anarquista José Luis García Rúa i en l'adolescència va començar a militar en el Partit Comunista d'Astúries (Erice, 1996).
Llicenciat en medicina per la Universitat de Salamanca (1971) i doctor en medicina per la de Sevilla (1980) amb una tesi sobre l'esquerra freudiana, va iniciar el seu treball l'any 1972 com a metge resident a l'Hospital Psiquiátrico de Oviedo. Allà va participar en un moviment antipsiquiátric que va promoure la transformació de l'assistència als malalts mentals, el que va provocar una dura repressió del govern franquista i l'acomiadament de la majoria de metges d'aquest centre (García, 1995: 49). Després de realitzar com represaliat el servei militar a l'illa de la Gomera, va continuar participant en els moviments de renovació psiquiàtrica a l'Hospital Psiquiátrico de Ciempozuelos i l'Hospital Provincial de Girona (García, 1995: 65-71; Rendueles, 1980; Gil i Boadas, 1987).
Des de 1980 treballa a Astúries com a psiquiatre de l'Insalud. Entre 1980 i 1989 va ser Professor associat a la Facultat de Filosofia de la Universitat d'Oviedo. El 1989 es va incorporar a la UNED com a professor tutor de Psicopatologia al centre associat de Gijón. Ha estat impulsor de l'Associació Espanyola de Neuropsiquiatria, a la directiva de la qual va pertànyer. Té publicacions en una dotzena de llibres en diverses editorials espanyoles i gairebé un centenar d'articles en diferents revistes. Per alguns d'aquests treballs ha estat premiat per la Real Academia Española de Medicina (1982) i per l'Associación Española de Neuropsiquiatría (1983).
A principis dels anys noranta del segle xx, després de cert temps apartat de l'activitat política, va participar en els grups antimilitaristes que promovien la insubmissió i va tornar a col·laborar amb col·lectius i mitjans de comunicació de l'esquerra radical (Retolaza, 2005: 55), a més, escriu regularment al diari asturià La Nueva España.
És el pare de César Rendueles, filòsof i professor de sociologia de la Universidad Complutense de Madrid.

## Obres
Els textos de Guillermo Rendueles es mouen sense solució de continuïtat entre, per un costat, la reflexió social i política i, per l'altre, una àmplia varietat de temes psiquiàtrics i psicològics.

### Escrits psiquiàtrics
Guillermo Rendueles ha publicat nombrosos textos acadèmics sobre qüestions mèdiques en llibres i revistes especialitzades (Rendueles, 1990a, 1991a i 1991b). No obstant això, és conegut particularment per les seves crítiques de les pretensions científiques de la psiquiatria estàndard. A la dècada dels setanta va estar vinculat als moviments antipsiquiàtrics i des de mitjans dels anys vuitanta ha explorat aspectes epistemològics de la crítica psiquiàtrica (Rendueles, 1988 i 1990b). En particular ha criticat l'arbitrarietat d'alguns dels criteris clínics psiquiàtrics més populars:
| « | El procés que va permetre a psiquiatres i psicòlegs, fins llavors feroçment dividits en escoles, homogeneïtzar les seves classificacions hauria d'ocupar un lloc destacat en la història de la ciència o, potser, del frau científic. En efecte, el DSM III constitueix un canvi paradigmàtic absolutament excepcional, en la mesura que no va sorgir d'un descobriment científic o d'una revolució teòrica, sinó d'un procés de votacions i consensos polítics en els congressos psiquiàtrics nord-americans: tot un escàndol per a la ciència normal. (Rendueles, 2006: 45) | » |

A vegades Guillermo Rendueles ha utilitzat estratègies d'investigació properes a l'arqueologia foucaultiana (Rendueles, 1991). De forma destacada, a El manuscrit trobat a Ciempozuelos reconstrueix la història clínica d'Aurora Rodríguez, mare de Hildegart Rodríguez. També ha ampliat aquesta metodologia a la memòria oral dels treballadors industrials i les lluites obreres del segle XX (Rendueles, 1994 i 1998).
Rendueles també ha estat últimament crític amb els resultats de la mateixa antipsiquiatria, detectant tres errors que van esdevenir claus en aquest fracàs: 1. El doble de la malaltia mental no era tan generalitzable com s'havia teoritzat, 2. Les xarxes socials d'acollida i integració mai es van fer realitat i 3. Les famílies dels mateixos malalts mentals no són adequades per acollir-los, però moltes vegades són l'únic recurs que tenen.

### Crítica social i política
Sovint, Guillermo Rendueles ha atacat el que considera un tractament espuri de problemes socials —com la crisi industrial (Rendueles, 1986)— o dilemes d'ordre moral —com les addiccions— mitjançant categories psiquiàtriques. A partir d'aquesta premissa, ha desenvolupat una versió esquerrana i anticapitalista del comunitarisme, molt hostil a les versions febles de la identitat personal. Segons Rendueles, l'ampliació del camp d'intervenció de la psicologia clínica és un correlat important de la desactivació dels projectes radicals de transformació política. Així, una característica significativa de les societats postmodernes seria el tractament dels problemes socials col·lectius únicament en el nivell de les seves conseqüències o manifestacions psicològiques individuals. Des d'aquest punt de vista, existiria una retroalimentació entre l'economia neoliberal que produeix una creixent fragilització dels vincles socials, la crisi personal de grans masses d'individus que no tenen una xarxa social de referència i les pretensions de la psiquiatria de solucionar una gamma de problemes cada vegada més àmplia. Com assenyala Alba Rico en la seva ressenya d'Egolatria:
| « | La psiquiatrització massiva de la població, d'una manera premeditada o no, funciona de fet com una privatització institucional del conflicte polític, mitjançant la qual es 'psicologitza' l'atur, el treball precari, l'explotació laboral i l'anomenat mobbing o 'assetjament psicològic' dels empleats. Una societat reduïda als purs vincles privats —contractes bilaterals cada vegada més fugaços— i tutelada per una colla de mecànics-psicòlegs és una societat en la qual finalment —cito experiències desgraciadament reals— el sindicat d'una empresa defensa als seus afiliats dels mals tractes del cap assumint el cost d'una teràpia. (Alba Rico, S., 2005) | » |

Respecte de l'educació, afirma que en la societat moderna hem començat a barrejar democràcia i narcisisme. No volem que se'ns formulin exigències. Volem estar bé i que altres estiguin bé però sense que ningú s'hagi d'esforçar. En lloc de discutir èticament què s'ha de fer, convertim les preguntes vitals en psicologia; en comptes de discutir en què consisteix el que és bo o què és el bé comú, desviem la discussió cap a la pregunta de què és satisfactori per a nosaltres. Ens convertim en centre de qualsevol judici. I quan dic que alguna cosa és bona, només vol dir «a mi m'agrada»; el judici és egoista i estètic. El segle XX s'ha caracteritzat per una voluntat d'alliberament i estem a punt d'alliberar-també de la cultura, la tradició i la moral, com si fossin una presó de la qual hauríem de sortir per expressar el nostre propi jo. Tot és absurd i això dona una imatge tràgica de l'ésser humà. La insociabilitat (no l'associabilitat en el sentit de criminalitat) expressa aquest tipus de comportament de viure sense haver de donar suport activament la col·laboració social.